# Bryan Constant
Bryan Constant (Fréjus, 27 maart 1994) is een Frans voetballer met Guineese roots die bij voorkeur als offensieve middenvelder speelt. Hij stroomde in 2013 door vanuit de jeugd van OGC Nice.

## Clubcarrière
Constant komt uit de jeugdacademie van OGC Nice. Hij debuteerde onder Claude Puel in de Ligue 1 op 10 augustus 2013 tegen Olympique Lyonnais. Hij viel na zeventig minuten in voor Jérémy Pied.

## Interlandcarrière
Constant mag zowel voor Frankrijk als voor Guinee uitkomen. Hij debuteerde in 2013 in Frankrijk -19.
1 Bułka ·
2 Abdi ·
4 Dante  ·
5 Abdelmonem ·
7 Boga ·
8 Rosario ·
9 Moffi ·
10 Diop ·
11 Sanson ·
15 Moukoko ·
18 Ilie ·
19 Bouanani ·
22 Ndombele ·
24 Laborde ·
25 Cho ·
26 Bard ·
28 Boudaoui ·
29 Guessand ·
31 Dupé ·
32 Louchet ·
33 Mendy ·
44 Doumbouya ·
45 Orakpo ·
55 Ndayishimiye ·
64 Bombito ·
77 Boulhendi ·
92 Clauss ·
Coach: Haise
· Assistent-coach: Ramaré
· Assistent-coach: Squillaci